# Équipe cycliste Red Sun
L'équipe cycliste Red Sun est une ancienne équipe cycliste féminine professionnelle belge devenue UCI en 2009 et qui disparaît en 2010. Elle était dirigée par Heidi Van de Vijver. Sa leader était la Suédoise Emma Johansson.

## Histoire
L'équipe Red Sun existe déjà sous pavillon néerlandais avant de devenir UCI en 2009. L'équipe est construite autour de la coureuse suédoise Emma Johansson.

## Classements UCI
Ce tableau présente les places de l'équipe au classement de l'Union cycliste internationale en fin de saison, ainsi que la meilleure cycliste au classement individuel de chaque saison.
| Année | Classement par équipes | Meilleure coureuse au classement individuel |
| 2009  | 6e                     | Emma Johansson (3e)                         |
| 2010  | 4e                     | Emma Johansson (4e)                         |

L'équipe a intégré la Coupe du monde dès sa création en 2009. Le tableau ci-dessous présente les classements de l'équipe sur ce circuit, ainsi que sa meilleure coureuse au classement individuel.
| Année | Classement par équipes | Meilleure coureuse au classement individuel |
| 2009  | 3e                     | Emma Johansson (2e)                         |
| 2010  | 4e                     | Emma Johansson (2e)                         |

## Principales victoires

### Championnats nationaux
Cyclisme sur route
- Championnats de Belgique : 1
  - Course en ligne : 2009 (Ludivine Henrion)
- Championnats de Suède : 1
  - Course en ligne : 2010 (Emma Johansson)

## Encadrement de l'équipe
En 2009, le directeur de l'équipe est Jan van Doorn. Heidi Van de Vijver est la représentante de l'équipe auprès de l'UCI et directrice assistante. En 2010, elle devient seule directrice de l'équipe.

## Partenaires
Le partenaire principal de l'équipe est Red Sun Gardening Products.
En 2009, l'équipe court sur des cycles Ridley.

## Red Sun en 2010

### Arrivées et départs
| Arrivée           | Équipe 2009     |
| ----------------- | --------------- |
| Birgit Lavrijssen |                 |
| Marie Lindberg    |                 |
| Emma Silversides  | Lotto - Belisol |
| Hannah Verhaeghe  |                 |

| Départ             | Équipe 2010    |
| ------------------ | -------------- |
| Maxime Groenewegen |                |
| Daniella Moonen    |                |
| Moniek Rotmensen   |                |
| Elise van Hage     | Batavus Ladies |

### Effectif
| Coureuse          | Date de naissance | Nationalité | Équipe 2009     |
| ----------------- | ----------------- | ----------- | --------------- |
| Anne Arnouts      | 17 octobre 1989   | Belgique    | Red Sun         |
| Latoya Brulee     | 9 décembre 1988   | Belgique    | Red Sun         |
| Paulina Brzezna   | 10 septembre 1981 | Pologne     | Red Sun         |
| Petra Dijkman     | 13 novembre 1979  | Pays-Bas    | Red Sun         |
| Ludivine Henrion  | 23 janvier 1984   | Belgique    | Red Sun         |
| Emma Johansson    | 23 septembre 1983 | Suède       | Red Sun         |
| Inge Klep         | 15 juillet 1981   | Pays-Bas    | Red Sun         |
| Birgit Lavrijssen | 16 janvier 1991   | Pays-Bas    |                 |
| Marie Lindberg    | 14 août 1987      | Suède       |                 |
| Mascha Pijnenborg | 30 juin 1981      | Pays-Bas    | Red Sun         |
| Emma Silversides  | 2 octobre 1978    | Royaume-Uni | Lotto - Belisol |
| Hannah Verhaeghe  | 17 décembre 1988  | Belgique    |                 |
| Laure Werner      | 22 février 1981   | Pays-Bas    |                 |

### Victoires
| Date       | Course                          | Pays       | Cat. | Vainqueur      |
| ---------- | ------------------------------- | ---------- | ---- | -------------- |
| 27 février | Circuit Het Nieuwsblad          | Belgique   | 1.2  | Emma Johansson |
| 2 mai      | GP Mameranus                    | Luxembourg | 1.2  | Emma Johansson |
|            | Championnats de Suède sur route | Suède      | CN   | Emma Johansson |
| 20 juillet | 1re étape du Tour de Thuringe   | Allemagne  | 2.1  | Emma Johansson |
| 27 août    | 4e étape du Trophée d'Or        | France     | 2.2  | Emma Johansson |
| 28 août    | Trophée d'Or                    | France     | 2.2  | Emma Johansson |

## Saison précédente

### Effectif en 2009
| Coureuse           | Date de naissance | Nationalité | Équipe 2008                           |
| ------------------ | ----------------- | ----------- | ------------------------------------- |
| Anne Arnouts       | 17 octobre 1989   | Belgique    | Squadra Ciclista Femminile Liedekerke |
| Latoya Brulee      | 9 décembre 1988   | Belgique    | AA-Drink-Leontien.nl                  |
| Paulina Brzezna    | 10 septembre 1981 | Pologne     | AA-Drink-Leontien.nl                  |
| Petra Dijkman      | 13 novembre 1979  | Pays-Bas    |                                       |
| Maxime Groenewegen | 14 juillet 1988   | Pays-Bas    | AA-Drink-Leontien.nl                  |
| Ludivine Henrion   | 23 janvier 1984   | Belgique    | AA-Drink-Leontien.nl                  |
| Emma Johansson     | 23 septembre 1983 | Suède       | AA-Drink-Leontien.nl                  |
| Inge Klep          | 15 juillet 1981   | Pays-Bas    |                                       |
| Daniella Moonen    | 9 décembre 1977   | Pays-Bas    |                                       |
| Mascha Pijnenborg  | 30 juin 1981      | Pays-Bas    |                                       |
| Moniek Rotmensen   | 25 avril 1986     | Pays-Bas    | Ton van Bemmelen - Odysis             |
| Elise van Hage     | 6 avril 1989      | Pays-Bas    | Flexpoint                             |
| Laure Werner       | 22 février 1981   | Pays-Bas    | AA-Drink-Leontien.nl                  |

### Victoires
| Date        | Course                             | Pays      | Cat. | Vainqueur        |
| ----------- | ---------------------------------- | --------- | ---- | ---------------- |
| 13 avril    | Tour de Drenthe                    | Pays-Bas  | CDM  | Emma Johansson   |
| 31 mai      | Championnats de Belgique sur route | Belgique  | CN   | Ludivine Henrion |
| 25 juillet  | 5e étape du Tour de Thuringe       | Allemagne | 2.1  | Emma Johansson   |
| 6 septembre | 6e étape du Holland Ladies Tour    | Pays-Bas  | 2.1  | Emma Johansson   |